# Exospermitius neglectus
Exospermitius neglectus är en mångfotingart som först beskrevs av Carl Oscar von Porat 1894.  Exospermitius neglectus ingår i släktet Exospermitius och familjen Spirostreptidae. Inga underarter finns listade i Catalogue of Life.